# 少女世界

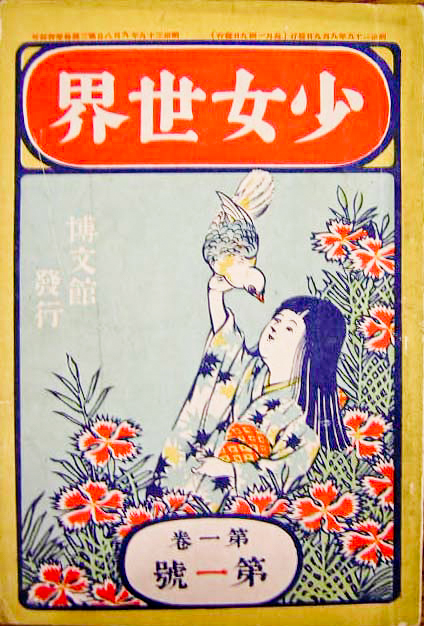
『少女世界』創刊号の表紙

『少女世界』（しょうじょせかい）は、1906年（明治39年）に博文館が創刊した少女雑誌である。1895年（明治28年）に創刊された『少年世界』の姉妹誌で、編集兼発行人は巖谷季雄（巖谷小波）が務めた。1906年（明治39年）より主筆に沼田藤次（笠峰）。

## 第1期

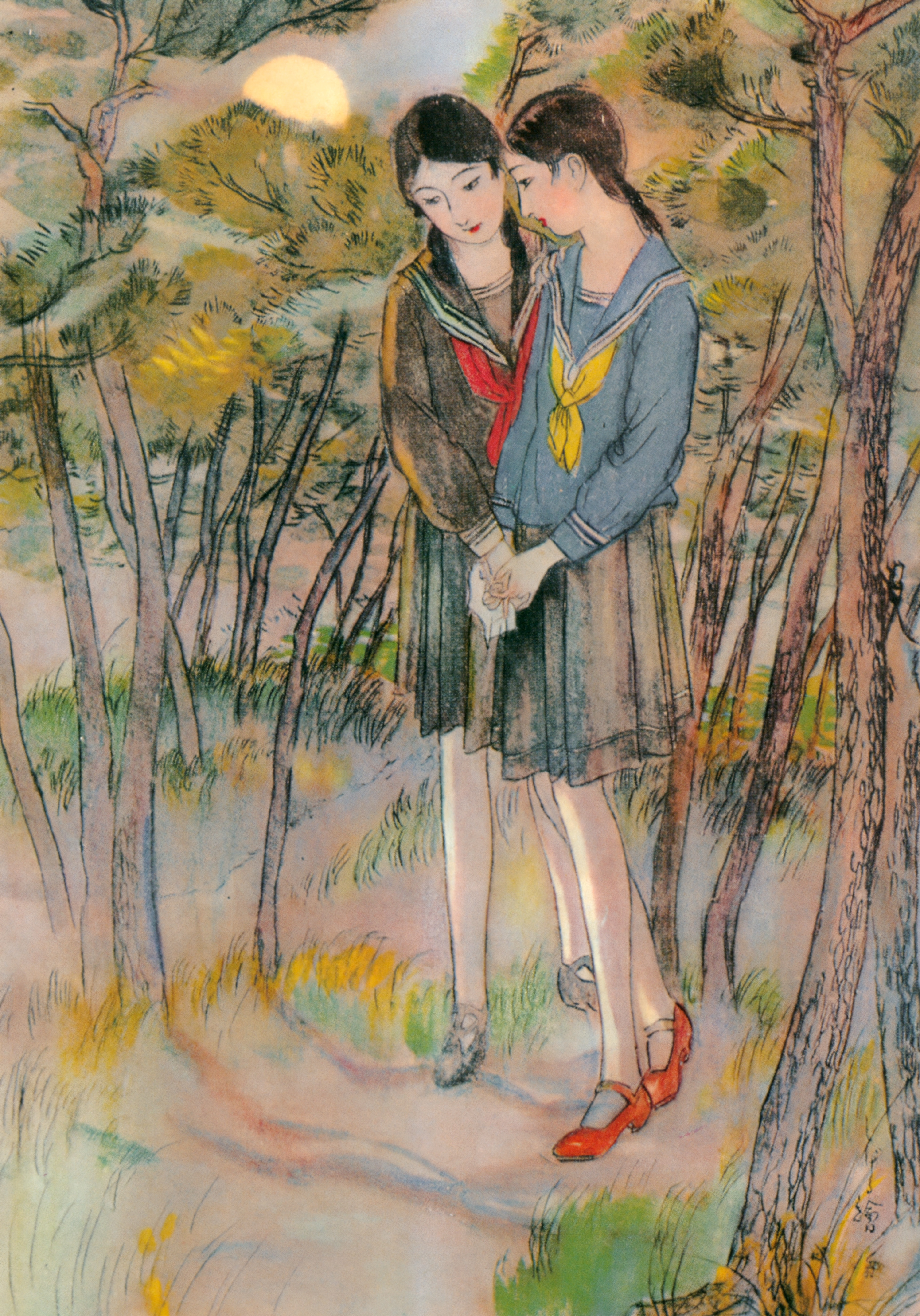
「友情 （少女世界）」 須藤しげる (1930年〈昭和5年〉)

最盛期には15万部から20万部近い発行部数で、創刊の1906年から10年間は最も売れた少女雑誌だったが、その後、『少女倶楽部』がこれを超え、最高部数は1937年（昭和12年）1月号の49万1,675部に達してしまう。他誌がピークを迎える前、1931年（昭和6年）12月号で最終号を迎えた。『少女世界』への投稿者の団体は「たかね会」で、森田たまが所属していた。

### 文学作品
- 川端康成 - 『薔薇の幽霊』（昭和2年10月号、1927年）
- 尾崎翠 - 『空気草履』『露の珠』（1924年）、『頸飾をたずねて』（1925年）
- 与謝野晶子 - 『金魚のお使』（1907年）、『巴里の子供』（1913年）
- 巖谷小波[3]
- 北川千代 - 『絹糸の草履』（1928年）
- 尾島菊子 - 『母の家』（1913年）、『鶯の疵』（1914年）

## 第2期
『少女世界』（しょうじょせかい）は、かつて存在した日本の少女雑誌である。
1948年（昭和23年）11月、同年11月号を創刊号として、富国出版社が創刊、のちに編集・発行が少女世界社に移る。1953年（昭和28年）7月、同年7月号を最終号として、5年に満たない第2期を終えた。
- 『みやこわすれ』（作三谷晴美、絵江川みさお）